# Сан Панкрацио (Фиренца)
Сан Панкрацио је насеље у Италији у округу Фиренца, региону Тоскана.
Према процени из 2011. у насељу је живело 308 становника. Насеље се налази на надморској висини од 305 м.